# Al-Wukajr
Al-Wukajr (arab. ‏الوكير‎, Al-Wukayr) – miasto we wschodnim Katarze, w  prowincji Al-Wakra. W 2004 roku liczyło 4400 mieszkańców. Położone niedaleko miasta Al-Wakra.